# Rudolf Bernoulli

Rudolf Bernoulli

Rudolf Bernoulli (* 24. Dezember 1880 in Basel; † 9. Oktober 1948 in Zürich) war ein Schweizer Kunsthistoriker aus der Gelehrtenfamilie Bernoulli.

## Leben
Rudolf Bernoulli war der Sohn des Bureauangestellten Theodor Bernoulli (1837–1909) und der Maria Bieder (1845–1920) und Bruder von Elisabeth Bernoulli und Hans Bernoulli. 1906 wurde er an der Universität Bern promoviert. Von 1906 bis 1925 war er an der Kunstbibliothek in Berlin tätig. Vom 1. April 1925 bis 1947 war er Kurator der Graphischen Sammlung der ETH Zürich und Dozent für Kunstgeschichte, seit 1935 mit dem Titel Professor.
Er gehörte zum Kreis um Carl Gustav Jung, 1934 und 1935 hielt er Vorträge auf den Eranos-Tagungen. Er beschäftigte sich mit Okkultismus und gehörte zu den Mitbegründern der Hermetischen Gesellschaft um das Medium Oskar R. Schlag.

## Veröffentlichungen (Auswahl)
- Die romanische Portalarchitektur in der Provence. Heitz, Straßburg 1906. (Dissertation, Digitalisat)
- Okkultismus und bildende Kunst. Vortrag, gehalten in der Deutschen Okkultistischen Gesellschaft zu Berlin am 7. November 1919 . Baum, Berlin 1919.
- Ausgewählte Meisterwerke Ostasiatischer Graphik in der Bibliothek für Kunst und Kunstgewerbe in Berlin. C. F. Schulz & Co., Plauen 1923.
- Die schweizerische Graphik im Zeitalter der Spätrenaissance und des Barock. Ein Führer durch die Bestände der graphischen Sammlung der Eidgenössischen Technischen Hochschule in Zürich. Zürich 1936.
- Mein Weg zu Klee. Randbemerkungen zu einer Ausstellung seines graphischen Werkes in der Eidg. Graphischen Sammlung in Zürich 1940. Benteli, Bern 1940.